# Богаје
Богаје (ранији назив Богаји) је насеље у општини Рожаје у Црној Гори. Према попису из 2011. било је 198 становника (према попису из 2003. било је 222 становника).

## Демографија
У насељу Богаји живи 160 пунолетних становника, а просечна старост становништва износи 32,6 година (31,4 код мушкараца и 34,0 код жена). У насељу има 67 домаћинстава, а просечан број чланова по домаћинству је 3,31.
Становништво у овом насељу веома је хетерогено, а у последња три пописа, примећен је пораст у броју становника.
|  |

| Демографија | Демографија | Демографија |
| Година      | Становника  | Становника  |
| ----------- | ----------- | ----------- |
|             |             |             |
|             |             |             |
|             |             |             |
|             |             |             |
| 1948.       | 159         |             |
| 1953.       | 176         |             |
| 1961.       | 167         |             |
| 1971.       | 164         |             |
| 1981.       | 161         |             |
| 1991.       | 179         | 179         |
| 2003.       | 245         | 222         |
| 2011.       |             | 198         |

| Национални састав према попису из 2003.‍ | Национални састав према попису из 2003.‍ | Национални састав према попису из 2003.‍ | Национални састав према попису из 2003.‍ | Национални састав према попису из 2003.‍ |
| --------------------------------------- | --------------------------------------- | --------------------------------------- | --------------------------------------- | --------------------------------------- |
|                                         |                                         |                                         |                                         |                                         |
| Срби                                    | Срби                                    |                                         | 132                                     | 59,45%                                  |
| Бошњаци                                 | Бошњаци                                 |                                         | 52                                      | 23,42%                                  |
| Црногорци                               | Црногорци                               |                                         | 31                                      | 13,96%                                  |
| Муслимани                               | Муслимани                               |                                         | 7                                       | 3,15%                                   |

| Национални састав према попису из 2011.‍ | Национални састав према попису из 2011.‍ | Национални састав према попису из 2011.‍ | Национални састав према попису из 2011.‍ | Национални састав према попису из 2011.‍ |
| --------------------------------------- | --------------------------------------- | --------------------------------------- | --------------------------------------- | --------------------------------------- |
|                                         |                                         |                                         |                                         |                                         |
| Срби                                    | Срби                                    |                                         | 149                                     | 75,25%                                  |
| Бошњаци                                 | Бошњаци                                 |                                         | 25                                      | 12,63%                                  |
| Црногорци                               | Црногорци                               |                                         | 18                                      | 9,09%                                   |
| Муслимани                               | Муслимани                               |                                         | 6                                       | 3,03%                                   |

| Година пописа     | 1948. | 1953. | 1961. | 1971. | 1981. | 1991. | 2003. |
| ----------------- | ----- | ----- | ----- | ----- | ----- | ----- | ----- |
| Број домаћинстава | 23    | 23    | 26    | 27    | 35    | 42    | 70    |

| Број чланова      | 1  | 2  | 3  | 4  | 5  | 6  | 7 | 8 | 9 | 10 и више | Просек |
| ----------------- | -- | -- | -- | -- | -- | -- | - | - | - | --------- | ------ |
| Број домаћинстава | 67 | 12 | 10 | 11 | 15 | 17 | 2 | 0 | 0 | 0         | 0      |

| Пол    | Укупно | Неожењен/Неудата | Ожењен/Удата | Удовац/Удовица | Разведен/Разведена | Непознато |
| ------ | ------ | ---------------- | ------------ | -------------- | ------------------ | --------- |
| Мушки  | 88     | 33               | 52           | 2              | 1                  | 0         |
| Женски | 75     | 11               | 51           | 12             | 1                  | 0         |
| УКУПНО | 163    | 44               | 103          | 14             | 2                  | 0         |

| Пол    | Укупно                    | Пољопривреда, лов и шумарство | Рибарство                            | Вађење руде и камена | Прерађивачка индустрија       |
| ------ | ------------------------- | ----------------------------- | ------------------------------------ | -------------------- | ----------------------------- |
| Мушки  | 41                        | 8                             | 0                                    | 0                    | 5                             |
| Женски | 11                        | 0                             | 0                                    | 0                    | 1                             |
| УКУПНО | 52                        | 8                             | 0                                    | 0                    | 6                             |
| Пол    | Производња и снабдевање   | Грађевинарство                | Трговина                             | Хотели и ресторани   | Саобраћај, складиштење и везе |
| Мушки  | 0                         | 0                             | 3                                    | 2                    | 1                             |
| Женски | 0                         | 0                             | 0                                    | 0                    | 0                             |
| УКУПНО | 0                         | 0                             | 3                                    | 2                    | 1                             |
| Пол    | Финансијско посредовање   | Некретнине                    | Државна управа и одбрана             | Образовање           | Здравствени и социјални рад   |
| Мушки  | 0                         | 0                             | 4                                    | 5                    | 1                             |
| Женски | 0                         | 0                             | 1                                    | 4                    | 1                             |
| УКУПНО | 0                         | 0                             | 5                                    | 9                    | 2                             |
| Пол    | Остале услужне активности | Приватна домаћинства          | Екстериторијалне организације и тела | Непознато            | Непознато                     |
| Мушки  | 4                         | 0                             | 0                                    | 8                    | 8                             |
| Женски | 0                         | 0                             | 0                                    | 4                    | 4                             |
| УКУПНО | 4                         | 0                             | 0                                    | 12                   | 12                            |